# Jacob Warmolt Keiser
Jacob Warmolt Keiser (Groningen, 24 november 1737- aldaar, 17 augustus 1821) was een Nederlandse rechter.

## Leven en werk
Mr. Keiser was een zoon van de president van de Hoge Justitiekamer te Groningen Gerhard Jacob Keiser en van Anna Margaretha Brunsvelt. Keiser studeerde rechten aan de universiteit van Groningen en promoveerde aldaar in 1762 tot doctor in beide "regten" (Romeins en canoniek recht). Hij was gezworene van de stad Groningen en secretaris en ontvanger van het Winsumer- en Schaphalsterzijlvest. Keiser was van 1773 tot 1777 archidiaken van de Hervormde Kerk van Groningen. Vanaf 1785 was hij hoofdman van Groningen. Van 1777 tot 1785 was hij secretaris van de Hoge Justitiekamer van Groningen. In de periode van 1785 tot 1809 was hij raadsheer bij het Hof van Justitie te Groningen. Van 1809 tot 1811 was hij president van dit gerechtshof. Namens het district Winschoten was hij in de jaren 1797 en 1798 lid van de Tweede Nationale Vergadering. In 1799 werd hij benoemd tot raadsheer van het Departementaal Gerechtshof van de Eems, maar dit college heeft geen activiteiten ontplooid.
Keiser trouwde op 23 april 1769 te Groningen met Helena Elzabetha Lohman. Zij waren de ouders van de Groningse notaris en gedeputeerde Gerhard Jacob Keiser.